# Christopher Kayes
Christopher Kayes (1978) è un economista e saggista statunitense.
È professore di scienza del management alla George Washington University School of Business, dove in passato ha anche ricoperto il ruolo di presidente del dipartimento di management e preside ad interim della School of Business. È autore dei libri Destructive Goal Pursuit: The Mount Everest Disaster: The Mt. Everest Disaster (2006), Learning Advantage: Six Practices of Learning-directed Leadership (2011), Contemporary Organizational Behavior: From Ideas to Action (2015), Organizational Resilience: How Learning Sustains Organizations in Crisis, Disaster, and Breakdown (2015).
Ha scritto oltre 35 articoli sull'apprendimento e la leadership nelle organizzazioni, tra cui Destructive Pursuit of Idealized Goals, che è stato riconosciuto come il primo contributo in assoluto più significativo alla pratica del management dalla divisione Organizational Behavior dell'Academy of Management. Un altro suo articolo, The1996 Mt. Everest Climbing Disaster: The Breakdown of Learning in Teams è stato nominato miglior articolo nel 2004 dalla rivista Human Relations ed è uno dei suoi articoli scaricati più di frequente.
È stato professore di management per milioni di giovani africani attraverso il programma di leadership, un programma statale avviato dal presidente degli Stati Uniti d'America Barack Obama, tra i suoi studenti africani possiamo citare Assika Serge-Aristide dalla Costa d'Avorio (anno 2015).